# Grand Prix automobile d'Autriche 2016
GP précédent GP suivant
Le Grand Prix automobile d'Autriche 2016 (Formula 1 Grosser Preis Von Österreich 2016), disputé le 3 juillet 2016 sur le Red Bull Ring, est la 944e épreuve du championnat du monde de Formule 1 courue depuis 1950. Il s'agit de la trentième édition du Grand Prix d'Autriche comptant pour le championnat du monde de Formule 1, la vingt-huitième disputée sur le circuit de Spielberg, et de la neuvième manche du championnat 2016.
Le tracé, inauguré en 1969 sous le nom d'Österreichring a été remodelé sous sa forme actuelle pour devenir le A1-Ring en 1997 puis a été racheté par Red Bull en 2005 et légèrement modifié pour passer de 4,323 km à 4,319 km puis désormais 4,326 km. Neuf Grands Prix de Formule 1 se sont disputés sur ce circuit dans sa configuration actuelle, de 1997 à 2003 puis à partir de 2014.
Lors de la troisième phase des qualifications, démarrée sous la pluie et achevée sur trajectoire sèche, les dix pilotes encore présents ressortent, dans les trois dernières minutes, en pneus pour le sec pour se disputer les meilleures places sur la grille. La feuille des temps évolue ainsi à toute vitesse jusqu'à ce que Lewis Hamilton obtienne sa cinquante-quatrième pole position, sa cinquième de la saison. Il devance d'une demi-seconde son coéquipier Nico Rosberg, pénalisé d'un recul de cinq places sur la grille en raison du changement de la boîte de vitesses de sa W07. Nico Hülkenberg, auteur du troisième temps accompagne ainsi Hamilton en première ligne. Pour les mêmes raisons, Sebastian Vettel, quatrième temps, part du neuvième rang et laisse Jenson Button s'élancer depuis la deuxième ligne (la première d'une McLaren-Honda), avec Kimi Räikkönen. Daniel Ricciardo est devant Rosberg sur la troisième ligne ; Vettel suit avec Felipe Massa.
En course, les stratégies des Mercedes sont décalées, si bien que lorsque Sebastian Vettel qui ne s'est pas encore arrêté au stand, aux commandes de la course, abandonne au vingt-sixième tour en raison de l'explosion de son pneu arrière-gauche dans la ligne droite, Nico Rosberg prend la tête. La victoire se joue dans le soixante-et-onzième et dernier tour de la course lorsque Lewis Hamilton, revenu dans les échappements de son coéquipier, tente de le dépasser dans le deuxième virage. Les deux Mercedes entrent en collision ; Rosberg jugé responsable et pénalisé de dix secondes, poursuit jusqu'à l'arrivée avec son aileron avant détruit. Il est alors dépassé par Max Verstappen et Kimi Räikkönen qui montent sur le podium tandis qu'Hamilton s'envole vers la quarante-sixième victoire de sa carrière, sa troisième cette saison, et réalise son dixième hat trick. Malgré sa pénalité, Rosberg conserve le bénéfice de sa quatrième place devant Daniel Ricciardo qui précède Jenson Button, Romain Grosjean et Carlos Sainz Jr., dans le même tour que le vainqueur. Valtteri Bottas se classe neuvième devant Pascal Wehrlein qui inscrit le premier point de sa carrière, le premier également de son écurie Manor Racing.
Nico Rosberg, avec 153 points, conserve la tête du championnat devant Hamilton qui revient à onze points (142 points), Kimi Räikkönen et Sebastian Vettel (96 points chacun). Ricciardo, avec 88 points, devance son coéquipier Max Verstappen (72 points) ; suivent Bottas (52 points), Pérez (39 points) et Massa (38 points). Mercedes, avec 295 points, mène le championnat devant Ferrari (192 points) et Red Bull Racing (168 points) ; suivent Williams (92 points) et Force India (59 points) qui précèdent Scuderia Toro Rosso (36 points), McLaren (32 points), Haas (28 points), Renault (6 points) et Manor (1 point).

## Pneus disponibles
| Pneus pour piste sèche | Pneus pour piste sèche | Pneus pour piste sèche | Pneus pluie    | Pneus pluie |
| ---------------------- | ---------------------- | ---------------------- | -------------- | ----------- |
| Ultra tendres          | Super tendres          | Tendres                | Intermédiaires | Pluie       |

## Essais libres

### Première séance, le vendredi de 10 h à 11 h 30

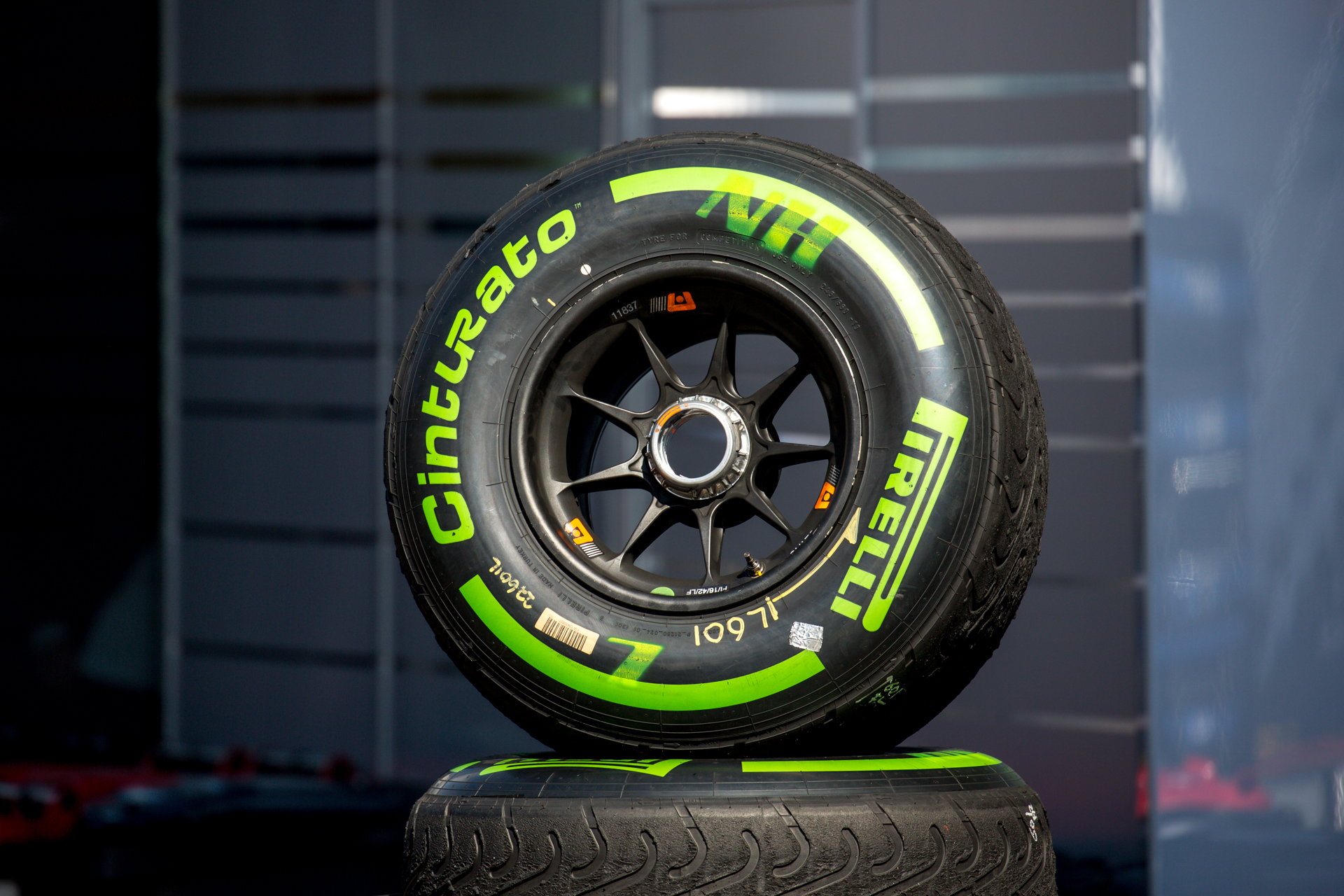
Les pneus intermédiaires proposés lors du Grand Prix d'Autriche.

| Pos. | Pilote           | Voiture            | Chrono         | Écart     |
| ---- | ---------------- | ------------------ | -------------- | --------- |
| 1    | Nico Rosberg     | Mercedes           | 1 min 07 s 373 |           |
| 2    | Lewis Hamilton   | Mercedes           | 1 min 07 s 730 | + 0 s 357 |
| 3    | Sebastian Vettel | Ferrari            | 1 min 08 s 022 | + 0 s 649 |
| 4    | Kimi Räikkönen   | Ferrari            | 1 min 08 s 222 | + 0 s 849 |
| 5    | Daniel Ricciardo | Red Bull-TAG Heuer | 1 min 08 s 528 | + 1 s 155 |
| 6    | Carlos Sainz Jr. | Toro Rosso-Ferrari | 1 min 08 s 803 | + 1 s 430 |

### Deuxième séance, le vendredi de 14 h à 15 h 30

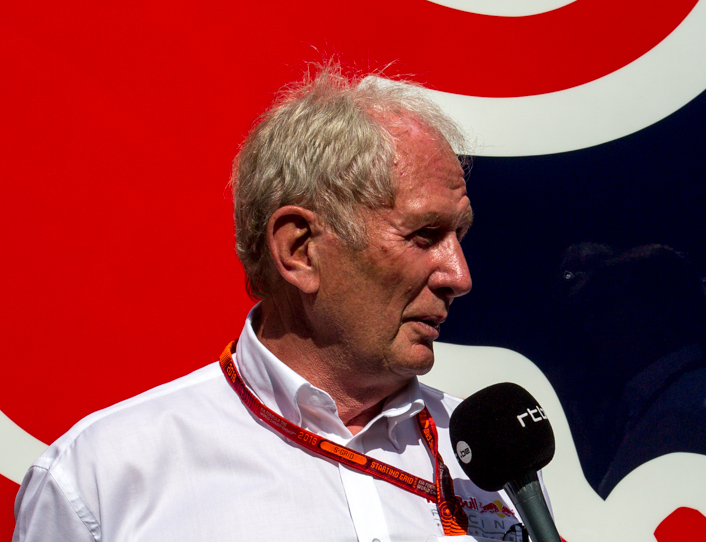
Helmut Marko lors du Grand Prix d'Autriche.

| Pos. | Pilote           | Voiture              | Chrono         | Écart     |
| ---- | ---------------- | -------------------- | -------------- | --------- |
| 1    | Nico Rosberg     | Mercedes             | 1 min 07 s 967 |           |
| 2    | Lewis Hamilton   | Mercedes             | 1 min 07 s 986 | + 0 s 019 |
| 3    | Nico Hülkenberg  | Force India-Mercedes | 1 min 08 s 580 | + 0 s 613 |
| 4    | Sebastian Vettel | Ferrari              | 1 min 08 s 589 | + 0 s 622 |
| 5    | Daniel Ricciardo | Red Bull-TAG Heuer   | 1 min 08 s 649 | + 0 s 682 |
| 6    | Carlos Sainz Jr. | Toro Rosso-Ferrari   | 1 min 08 s 713 | + 0 s 746 |

### Troisième séance, le samedi de 10 h à 11 h

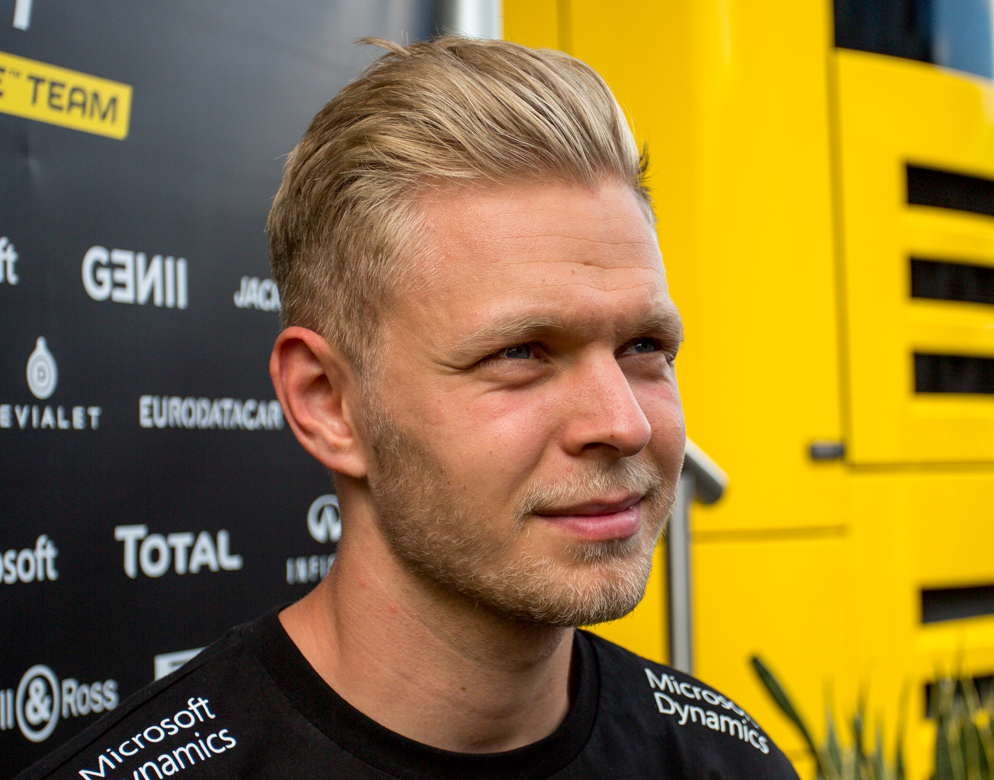
Kevin Magnussen au Grand Prix d'Autriche 2016.

| Pos. | Pilote           | Voiture            | Chrono         | Écart     |
| ---- | ---------------- | ------------------ | -------------- | --------- |
| 1    | Sebastian Vettel | Ferrari            | 1 min 07 s 098 |           |
| 2    | Kimi Räikkönen   | Ferrari            | 1 min 07 s 234 | + 0 s 136 |
| 3    | Lewis Hamilton   | Mercedes           | 1 min 07 s 308 | + 0 s 201 |
| 4    | Daniel Ricciardo | Red Bull-TAG Heuer | 1 min 07 s 639 | + 0 s 541 |
| 5    | Max Verstappen   | Red Bull-TAG Heuer | 1 min 07 s 761 | + 0 s 663 |
| 6    | Valtteri Bottas  | Williams-Mercedes  | 1 min 07 s 814 | + 0 s 716 |

## Séance de qualifications

### Résultats des qualifications

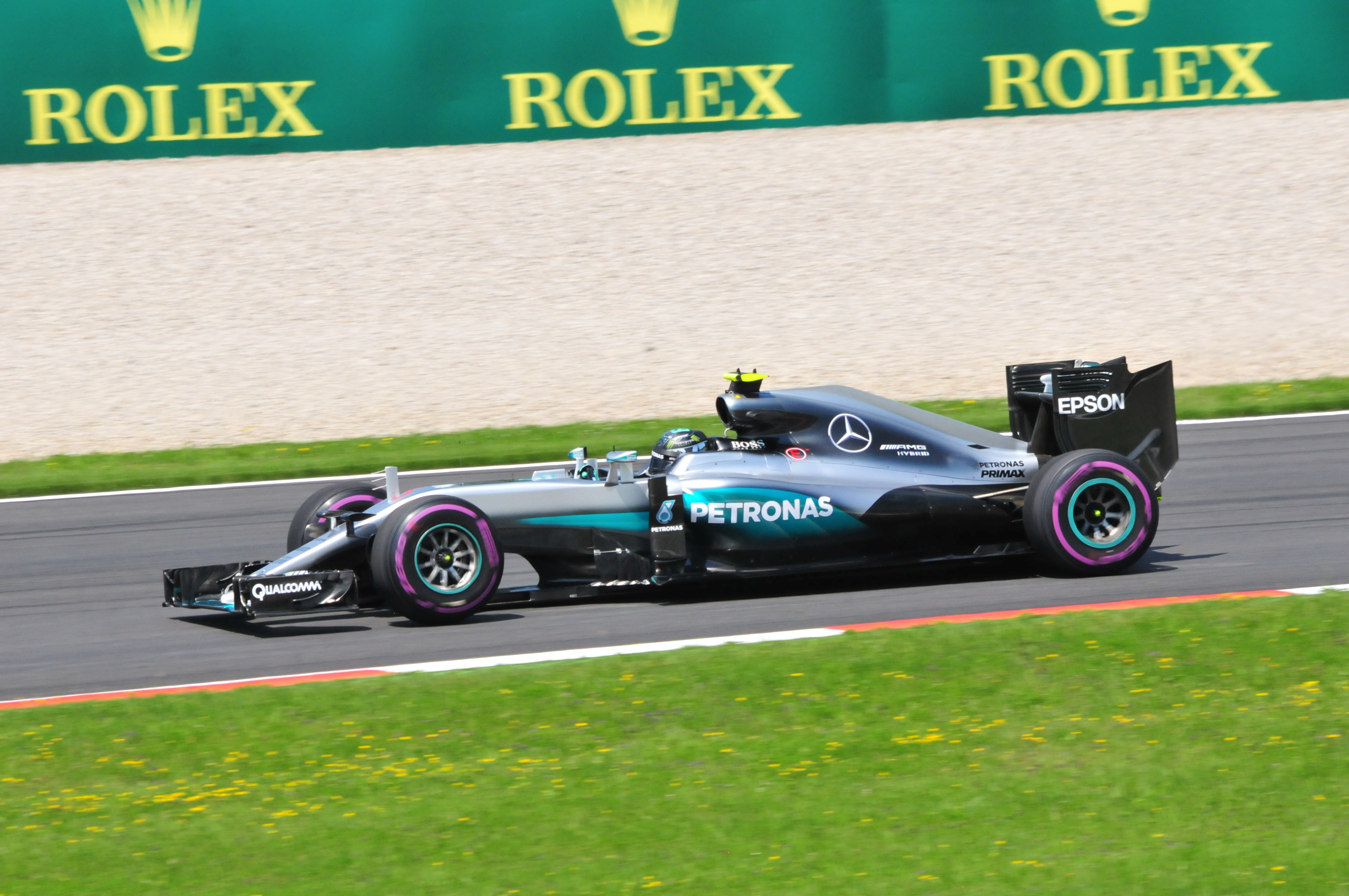
Nico Rosberg au Grand Prix d'Autriche 2016.

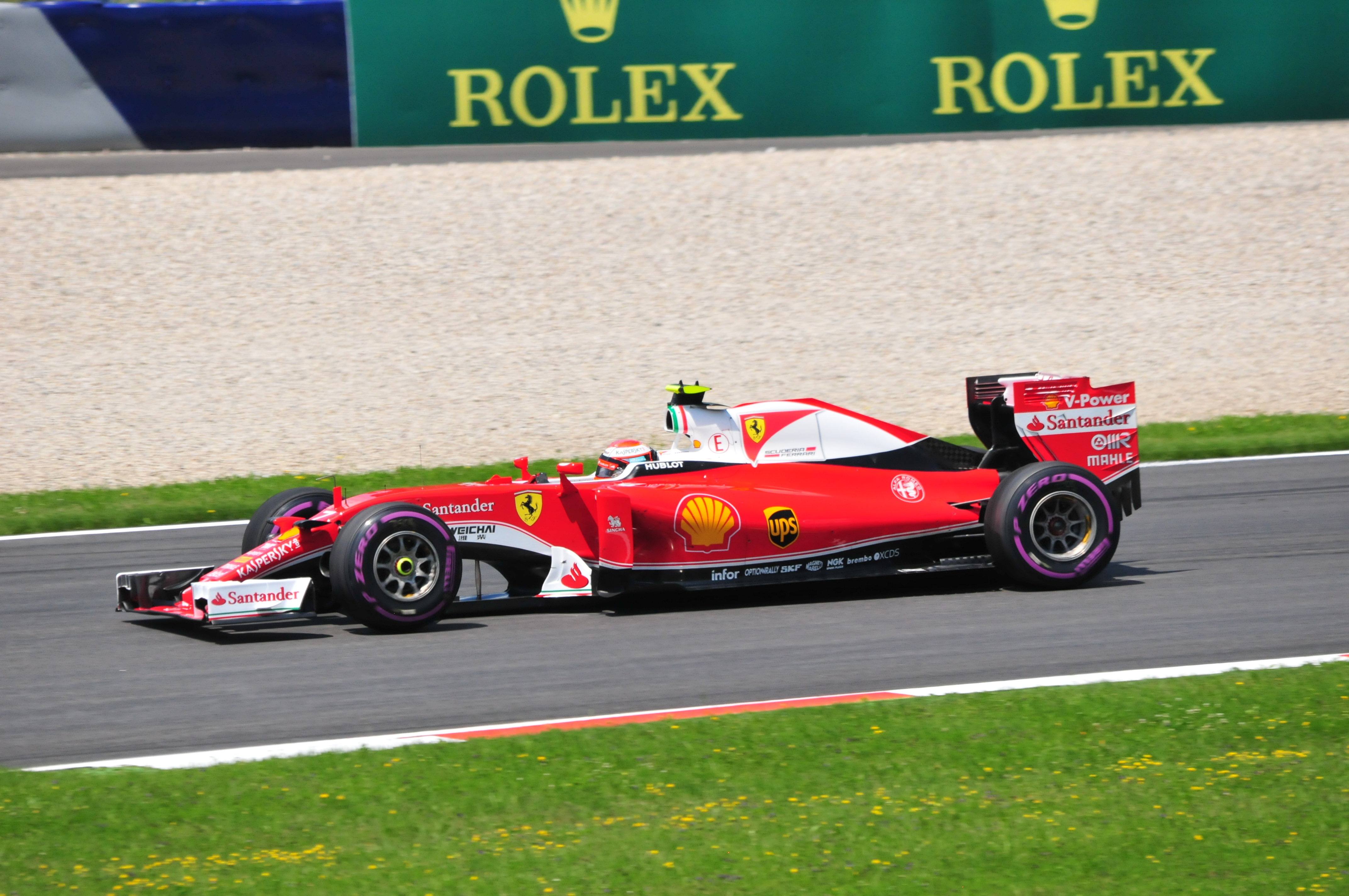
Kimi Räikkönen au Grand Prix d'Autriche 2016.

| Pos.                                                                                      | Pilote            | Écurie               | Qualifications 1 | Qualifications 2 | Qualifications 3 |
| ----------------------------------------------------------------------------------------- | ----------------- | -------------------- | ---------------- | ---------------- | ---------------- |
| 1                                                                                         | Lewis Hamilton    | Mercedes             | 1 min 06 s 947   | 1 min 06 s 228   | 1 min 07 s 922   |
| 2                                                                                         | Nico Rosberg      | Mercedes             | 1 min 06 s 516   | 1 min 06 s 403   | 1 min 08 s 465   |
| 3                                                                                         | Nico Hülkenberg   | Force India-Mercedes | 1 min 07 s 385   | 1 min 07 s 257   | 1 min 09 s 285   |
| 4                                                                                         | Sebastian Vettel  | Ferrari              | 1 min 06 s 761   | 1 min 06 s 602   | 1 min 09 s 781   |
| 5                                                                                         | Jenson Button     | McLaren-Honda        | 1 min 07 s 653   | 1 min 07 s 572   | 1 min 09 s 900   |
| 6                                                                                         | Kimi Räikkönen    | Ferrari              | 1 min 07 s 240   | 1 min 06 s 940   | 1 min 09 s 901   |
| 7                                                                                         | Daniel Ricciardo  | Red Bull-TAG Heuer   | 1 min 07 s 500   | 1 min 06 s 840   | 1 min 09 s 980   |
| 8                                                                                         | Valtteri Bottas   | Williams-Mercedes    | 1 min 07 s 148   | 1 min 06 s 911   | 1 min 10 s 440   |
| 9                                                                                         | Max Verstappen    | Red Bull-TAG Heuer   | 1 min 07 s 131   | 1 min 06 s 866   | 1 min 11 s 153   |
| 10                                                                                        | Felipe Massa      | Williams-Mercedes    | 1 min 07 s 419   | 1 min 07 s 145   | 1 min 11 s 977   |
| 11                                                                                        | Esteban Gutiérrez | Haas-Ferrari         | 1 min 07 s 660   | 1 min 07 s 578   |                  |
| 12                                                                                        | Pascal Wehrlein   | Manor-Mercedes       | 1 min 07 s 565   | 1 min 07 s 700   |                  |
| 13                                                                                        | Romain Grosjean   | Haas-Ferrari         | 1 min 07 s 662   | 1 min 08 s 117   |                  |
| 14                                                                                        | Fernando Alonso   | McLaren-Honda        | 1 min 07 s 671   | 1 min 08 s 154   |                  |
| 15                                                                                        | Carlos Sainz Jr.  | Toro Rosso-Ferrari   | 1 min 07 s 618   | Pas de temps     |                  |
| 16                                                                                        | Sergio Pérez      | Force India-Mercedes | 1 min 07 s 657   | Pas de temps     |                  |
| 17                                                                                        | Kevin Magnussen   | Renault              | 1 min 07 s 941   |                  |                  |
| 18                                                                                        | Jolyon Palmer     | Renault              | 1 min 07 s 965   |                  |                  |
| 19                                                                                        | Rio Haryanto      | Manor-Mercedes       | 1 min 08 s 026   |                  |                  |
| 20                                                                                        | Daniil Kvyat      | Toro Rosso-Ferrari   | 1 min 08 s 409   |                  |                  |
| 21                                                                                        | Marcus Ericsson   | Sauber-Ferrari       | 1 min 08 s 418   |                  |                  |
| 22                                                                                        | Felipe Nasr       | Sauber-Ferrari       | 1 min 08 s 446   |                  |                  |
| Temps minimal à réaliser pour la qualification : 1 min 11 s 172 (107 % de 1 min 06 s 516) |                   |                      |                  |                  |                  |

### Grille de départ du Grand Prix
- Nico Rosberg, auteur du deuxième temps, est pénalisé d'un recul de cinq places sur la grille de départ en raison du changement de la boîte de vitesses de sa monoplace ; il s'élance de la sixième place[5].
- Sebastian Vettel, auteur du quatrième temps, est pénalisé d'un recul de cinq places sur la grille de départ en raison du changement de la boîte de vitesses de sa monoplace ; il s'élance de la neuvième place[6].
- Jolyon Palmer, Rio Haryanto et Felipe Nasr sont pénalisés d'un recul de trois places sur la grille de départ pour non-respect des drapeaux jaunes en qualifications[7].
- Felipe Massa (à la suite du changement de son aileron avant) et Daniil Kvyat (à la suite de la modification de sa voiture sous parc fermé) doivent prendre le départ depuis la voie des stands[7].

## Course

### Classement de la course
| Pos. | no | Pilote            | Écurie               | Tours | Temps/Abandon                      | Grille  | Points |
| ---- | -- | ----------------- | -------------------- | ----- | ---------------------------------- | ------- | ------ |
| 1    | 44 | Lewis Hamilton    | Mercedes             | 71    | 1 h 27 min 38 s 107 (210,203 km/h) | 1       | 25     |
| 2    | 33 | Max Verstappen    | Red Bull-TAG Heuer   | 71    | + 5 s 719                          | 8       | 18     |
| 3    | 7  | Kimi Räikkönen    | Ferrari              | 71    | + 6 s 024                          | 4       | 15     |
| 4    | 6  | Nico Rosberg      | Mercedes             | 71    | + 26 s 710 (dont 10 s de pénalité) | 6       | 12     |
| 5    | 3  | Daniel Ricciardo  | Red Bull-TAG Heuer   | 71    | + 30 s 981                         | 5       | 10     |
| 6    | 22 | Jenson Button     | McLaren-Honda        | 71    | + 37 s 706                         | 3       | 8      |
| 7    | 8  | Romain Grosjean   | Haas-Ferrari         | 71    | + 44 s 668 (dont 5 s de pénalité)  | 13      | 6      |
| 8    | 55 | Carlos Sainz Jr.  | Toro Rosso-Ferrari   | 71    | + 47 s 400                         | 15      | 4      |
| 9    | 77 | Valtteri Bottas   | Williams-Mercedes    | 70    | + 1 tour                           | 7       | 2      |
| 10   | 94 | Pascal Wehrlein   | Manor-Mercedes       | 70    | + 1 tour                           | 12      | 1      |
| 11   | 21 | Esteban Gutiérrez | Haas-Ferrari         | 70    | + 1 tour                           | 11      |        |
| 12   | 30 | Jolyon Palmer     | Renault              | 79    | + 1 tour                           | 19      |        |
| 13   | 12 | Felipe Nasr       | Sauber-Ferrari       | 70    | + 1 tour                           | 21      |        |
| 14   | 20 | Kevin Magnussen   | Renault              | 70    | + 1 tour                           | 17      |        |
| 15   | 9  | Marcus Ericsson   | Sauber-Ferrari       | 70    | + 1 tour                           | 18      |        |
| 16   | 88 | Rio Haryanto      | Manor-Mercedes       | 70    | + 1 tour                           | 20      |        |
| 17   | 11 | Sergio Pérez      | Force India-Mercedes | 69    | Sortie de piste                    | 16      |        |
| Abd. | 14 | Fernando Alonso   | McLaren-Honda        | 64    | ERS                                | 14      |        |
| Abd. | 27 | Nico Hülkenberg   | Force India-Mercedes | 64    | Freins                             | 2       |        |
| Abd. | 19 | Felipe Massa      | Williams-Mercedes    | 63    | Freins                             | pitlane |        |
| Abd. | 5  | Sebastian Vettel  | Ferrari              | 26    | Explosion du pneu arrière-gauche   | 9       |        |
| Abd. | 26 | Daniil Kvyat      | Toro Rosso-Ferrari   | 2     | Problème mécanique                 | pitlane |        |

### Pole position et record du tour
- Pole position :  Lewis Hamilton (Mercedes) en 1 min 07 s 922 (229,287 km/h)[9].
- Meilleur tour en course :  Lewis Hamilton (Mercedes) en 1 min 08 s 411 (227,648 km/h) au soixante-septième tour[10].

### Tours en tête
- Lewis Hamilton : 22 tours (1-21 / 71)[11].
- Kimi Räikkönen : 1 tour (22)
- Sebastian Vettel : 4 tours (23-26)
- Nico Rosberg : 39 tours (27-55 / 61-70)
- Max Verstappen : 5 tours (55-60)

## Classements généraux à l'issue de la course
| Pos. | Pilote            | Écurie               | Points |
| ---- | ----------------- | -------------------- | ------ |
| 1er  | Nico Rosberg      | Mercedes             | 153    |
| 2    | Lewis Hamilton    | Mercedes             | 142    |
| 3    | Kimi Räikkönen    | Ferrari              | 96     |
| 4    | Sebastian Vettel  | Ferrari              | 96     |
| 5    | Daniel Ricciardo  | Red Bull-TAG Heuer   | 88     |
| 6    | Max Verstappen    | Red Bull-TAG Heuer   | 72     |
| 7    | Valtteri Bottas   | Williams-Mercedes    | 54     |
| 8    | Sergio Pérez      | Force India-Mercedes | 39     |
| 9    | Felipe Massa      | Williams-Mercedes    | 38     |
| 10   | Romain Grosjean   | Haas-Ferrari         | 28     |
| 11   | Daniil Kvyat      | Toro Rosso-Ferrari   | 22     |
| 12   | Carlos Sainz Jr.  | Toro Rosso-Ferrari   | 22     |
| 13   | Nico Hülkenberg   | Force India-Mercedes | 20     |
| 14   | Fernando Alonso   | McLaren-Honda        | 18     |
| 15   | Jenson Button     | McLaren-Honda        | 13     |
| 16   | Kevin Magnussen   | Renault              | 6      |
| 17   | Stoffel Vandoorne | McLaren-Honda        | 1      |
| 18   | Pascal Wehrlein   | Manor-Mercedes       | 1      |

| Pos. | Écurie               | Points |
| ---- | -------------------- | ------ |
| 1er  | Mercedes             | 295    |
| 2    | Ferrari              | 192    |
| 3    | Red Bull-TAG Heuer   | 168    |
| 4    | Williams-Mercedes    | 92     |
| 5    | Force India-Mercedes | 59     |
| 6    | Toro Rosso-Ferrari   | 36     |
| 7    | McLaren-Honda        | 32     |
| 8    | Haas-Ferrari         | 28     |
| 9    | Renault              | 6      |
| 10   | Manor-Mercedes       | 1      |

## Statistiques

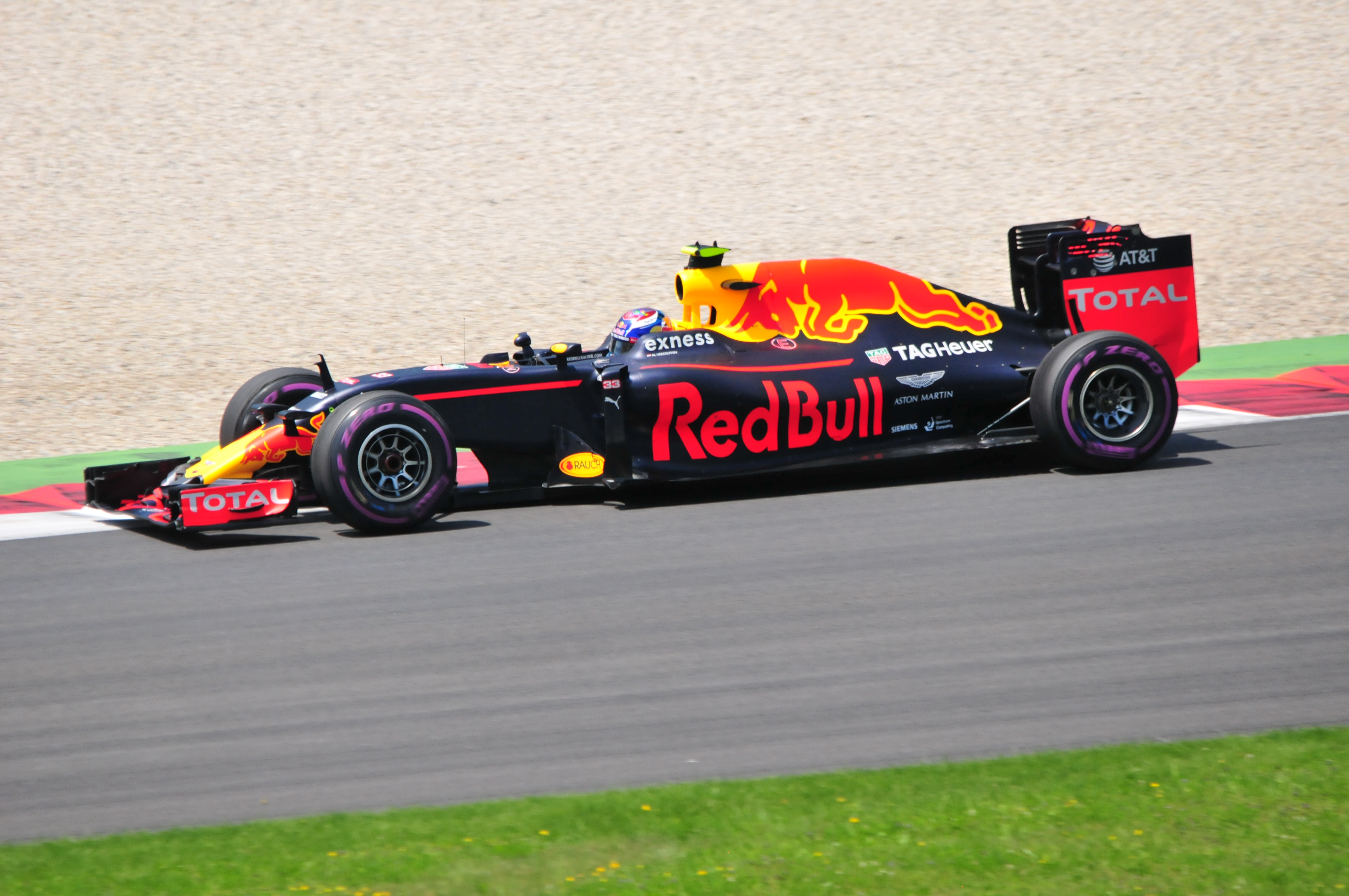
Max Verstappen au Grand Prix d'Autriche 2016.

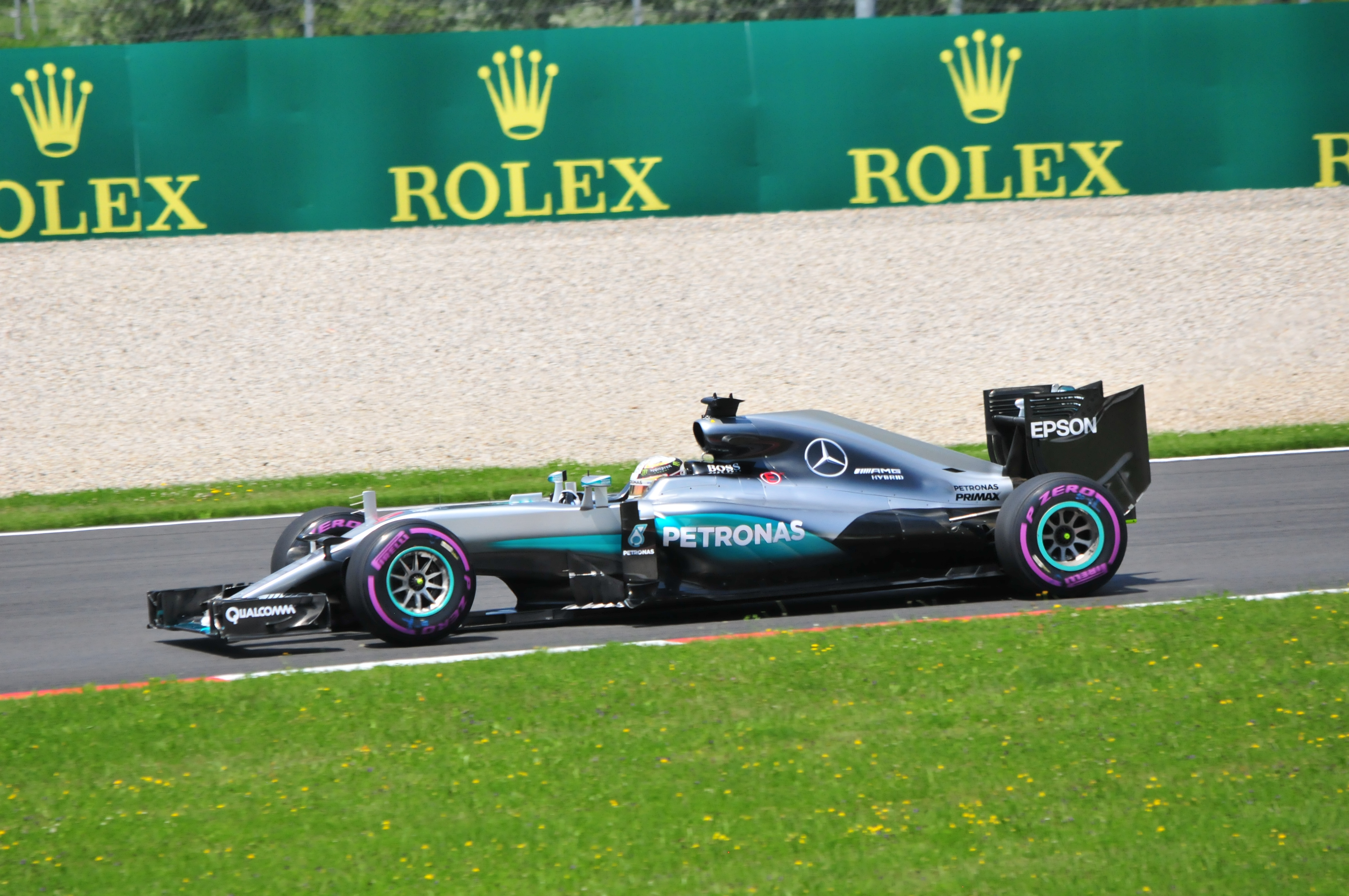
Lewis Hamilton au Grand Prix d'Autriche 2016.

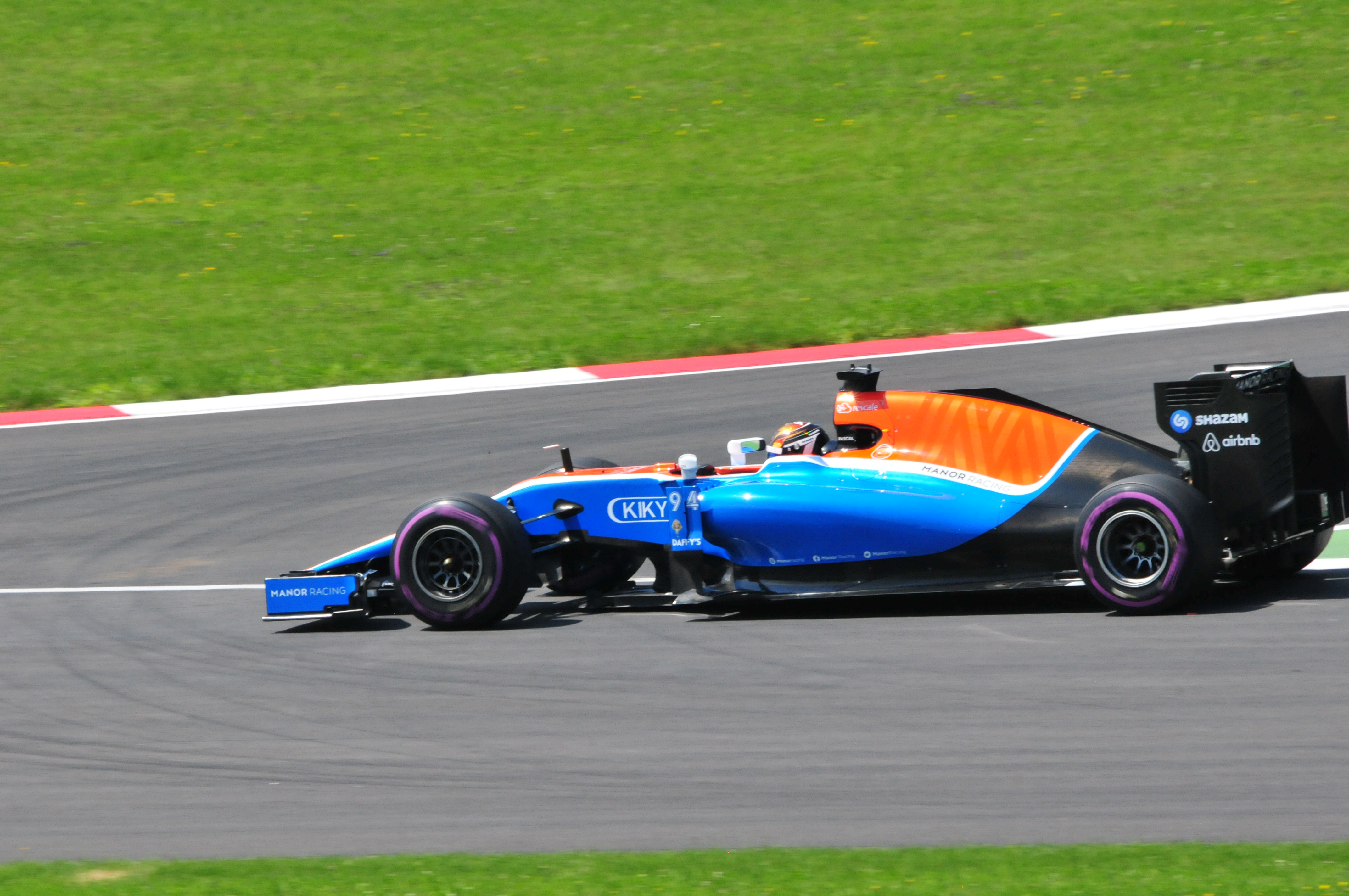
Pascal Wehrlein au Grand Prix d'Autriche 2016.

Le Grand Prix d'Autriche 2016 représente :
- la 54e pole position de Lewis Hamilton[14] ;
- la  46e victoire de  Lewis Hamilton[15] ;
- le 30e meilleur tour en course de Lewis Hamilton[16] ;
- le 10e hat trick de Lewis Hamilton[17] ;
- la 53e victoire de Mercedes en tant que constructeur[18].
- la 139e victoire pour Mercedes en tant que motoriste[19] ;

Au cours de ce Grand Prix :
- Lewis Hamilton passe la barre des 2000 points inscrits en Formule 1 (2009 points)[20] ;
- Pascal Wehrlein inscrit son 1er point en Formule 1[21] ;
- Manor Racing inscrit son 1er point en Formule 1[22] ;
- Max Verstappen, deuxième du Grand Prix, est élu « Pilote du jour » lors d'un vote organisé sur le site officiel de la Formule 1[23] ;
- Martin Donnelly (13 Grands Prix entre 1989 et 1990, vainqueur du Grand Prix de Macao 1987) est nommé assistant des commissaires de course pour ce Grand Prix[24].